# Plounéour-Trez

Plounéour-Trez este o comună în departamentul Finistère, Franța. În 1 ianuarie 2018 avea o populație de 1.181 de locuitori.